# Голубева, Антонина Георгиевна
Антонина Георгиевна Голубева (1 (13 января) 1899, Москва, Российская империя — 20 ноября 1989, Ленинград, РСФСР, СССР) — русская советская детская писательница и драматург, актриса, фольклористка.

## Биография
Родилась 1 (13) января 1899 года в Москве в рабочей семье. Окончила городское училище повышенного типа, работала продавщицей игрушек и экскурсоводом. В 1921—1932 гг. играла в театрах Архангельска, Москвы, Дальнего Востока.
В 1934 году оканчивает Вечерний рабочий литературный университет и с тех пор профессионально занимается литературной работой.
С 1930-х годов постоянно жила в Ленинграде. С 1941 года — ответственный секретарь журнала «Звезда». В 1944 году вступила в ВКП(б).
Награждена орденом Трудового Красного Знамени.
Бабушка звукорежиссёра и продюсера Андрея Тропилло. По словам внука, она была замужем семь раз. Вторая фактическая жена актёра Сергея Филиппова. Была старше Филиппова на тринадцать лет. Вместе они прожили 40 лет, в знаменитом ленинградском Доме писателей (Набережная канала Грибоедова, дом № 9).
Скончалась 20 ноября 1989 года в Ленинграде, на 91-м году жизни. Похоронена на Северном кладбище в Санкт-Петербурге.

## Творчество
Печаталась с середины 1930-х годов (рассказы и очерки в «Комсомольской правде» и «Пионерской правде»). В 1936 году Детиздат выпускает первое крупное произведение Голубевой — повесть «Мальчик из Уржума». Эта, по словам А. С. Макаренко, «простая и безыскусная повесть о детстве и юношестве Сергея Мироновича Кирова» стала наиболее известным произведением писательницы, десятки раз переиздавалась и переведена на ряд языков.
Повесть «Белоснежка» (1938), написанная в соавторстве с Диной Бродской, посвящена жизни рабочих «Трёхгорки». Совместно с Диной Бродской написаны и несколько рассказов, опубликованных в ленинградских журналах.
Следующим произведением Антонины Голубевой стала повесть «Клаша Сапожкова» — о девочке, ставшей свидетельницей революционных событий 1917 года. Тем же событиям посвящена и изданная после войны повесть «У стен Кремля».
«Кировская тема» так и осталась ключевой в творчестве писательницы. Образом Кирова вдохновлены и пьеса «Сергей Костриков» (1939), и адресованный самым маленьким читателям сборник «Рассказы о Серёже Кострикове» (1941), и написанная в соавторстве с Дмитрием Толмачёвым пьеса «Начало пути» (1947). Наконец, в 1957 выходит повесть «Заря взойдёт», ставшая логическим продолжением «Мальчика из Уржума» (они не раз издавались как дилогия).
Занималась записью и обработкой поморского фольклора — сказок и народных преданий.
Главная тема творчества Голубевой — формирование молодого характера в сложных политических условиях. Её стилю свойственны простота, живость диалогов, естественность ситуаций, отсутствие назидательного нравоучения.

## Книги Антонины Голубевой
- Мальчик из Уржума: Повесть о детстве и юности С. М. Кирова / Илл. Г. Веселова. — М.-Л.: Детиздат, 1936. — 280 с.: илл. — 50 000 экз. (более тридцати переизданий)
- Бродская Д., Голубева А. Белоснежка: Повесть. — М.-Л.: Детиздат, 1938.
- Клаша Сапожкова: Повесть. — М.-Л.: Детиздат, 1938. (пять переизданий)
- Сергей Костриков: Пьеса в 3 д. — М.-Л.: Детиздат, 1939.
- Бродская Д., Голубева А. Разъезд 105 (рассказ). — Л.: Советский писатель, 1941.
- Рассказы о Серёже Кострикове. — М.-Л.: Детиздат, 1941. (более двадцати переизданий)
- У стен Кремля: Повесть. — Л.: Лениздат, 1947.
- Заря взойдёт: Повесть. — Л.: Детгиз, 1957. (несколько переизданий)
- Галя Комлева; худож. В. Гальдяев. — М.: Малыш, 1967.
- Избранное: Повести (Мальчик из Уржума; Заря взойдёт; Клаша Сапожкова) / Послесл. Льва Разгона. — Л.: Дет. лит., Ленингр. отд., 1981. — 368 с.